# Jordils (Métro Lausanne)
Jordils ist eine Haltestelle der Linie m2 der Métro Lausanne im Lausanner Stadtteil Sous-Gare/Ouchy. Sie wurde 1877 als Teil der Drahtseilbahn Lausanne-Ouchy in Betrieb genommen und ist nebst Ouchy, Gare CFF und Flon eine der vier U-Bahn-Stationen, die bereits Haltestellen der Zahnradbahn waren.

## Geschichte
Anfänglich war das 1877 in Betrieb genommene schienengebundene Verkehrsmittel zwischen Ouchy, dem Bahnhof und dem früheren Industriequartier Flon (heute ein schickes Shopping-Quartier) eine Standseilbahn. 1955 folgte die Umwandlung in eine Zahnradbahn, woraufhin auch die Haltestelle Jordils als eine der beiden Zwischenstationen, die andere war Montriond, bedient wurde. Jordils war zu Zahnradbahnzeiten noch eine eingleisige Haltestelle, da die Zugskreuzungen immer in Montriond stattfanden.
2006 wurde die Zahnradbahn stillgelegt, damit der 2002 vom Stimmvolk gutgeheissene Umbau dieser in eine U-Bahn reibungslos vollendet werden konnte. Gleichzeitig mit dem Umbau wurde auch eine Verlängerung über die bisherige Endstation Flon hinaus nach Croisettes im Vorort Epalinges erstellt.
Am 27. Oktober 2008 wurde die Eröffnung der Métro auf der gesamten Länge gefeiert.

## Architektur und Lage
Die vormals in einem Einschnitt verlaufende Zahnradbahn wurde grösstenteils tiefergelegt und durchgehend doppelspurig ausgebaut, so erhielt Jordils ein zweites Gleis. Die Haltestelle an sich ist wie die anderen in Lausanne mit Bahnsteigtüren versehen und umfasst zwei Geleise, die im Richtungsbetrieb befahren werden.
Die Station liegt bei der Kreuzung Avenue des Jordils, Rue des Fontenailles und Avenue d'Ouchy.

## Verkehr
Jordils wird durch die Linie m2 der Métro Lausanne bedient, die einzige Linie des schienengebundenen Nahverkehrssystems der Waadtländer Hauptstadt, die auch wirklich als U-Bahn-Linie gilt. In den Hauptverkehrszeiten wird Jordils je Richtung alle sechs Minuten bedient, ansonsten alle zehn Minuten. Es besteht eine Umsteigemöglichkeit zur gleichnamigen Bushaltestelle an der Linie 2.
Die Nachbarbahnhöfe sind Ouchy und Délices.